# 三菱重工機械システム
三菱重工機械システム株式会社（みつびしじゅうこうきかいシステム）は、兵庫県神戸市兵庫区に本社を置くエンジニアリング企業。

## 概要
三菱重工業株式会社の100%子会社で、料金収受機械およびシステム、ETCシステム、油圧機器、甲板機械・デッキクレーン、エアヒータ、機械装置（試験装置、文化・スポーツ施設、加速器）、立体駐車場、鉄構プラント、食品包装機械、ゴム・タイヤ機械、印刷機械・紙工機械、その他機械設備の設計、製造、販売及びアフターサービスを行っている。
同社に於ける事業中核は道路料金課金システムと、煙突やレジャー関係の鉄構・機械装置、印刷機械や紙工機械である。

## 沿革

### 株式会社神菱ハイテック
- 1968年（昭和43年）12月 - 菱重環境エンジニアリング株式会社を設立。
- 1976年（昭和51年）6月 - 菱重流通エンジニアリング株式会社と合併し、菱重環境流通エンジニアリングに社名変更。
- 1986年（昭和61年）10月 - 株式会社神菱ハイテックに社名変更。

### 神菱技術サービスエンジニアリング株式会社
- 1987年（昭和62年）11月 - 三菱重工業神戸造船所火力部のアフターサービス業務を一部離継承し、神菱火力サービスエンジニアリング株式会社を設立。
- 2008年（平成20年）4月 - 文化・レジャー及びスポーツ施設などのメンテナンス事業を開始し、神菱技術サービスエンジニアリング株式会社に社名変更。

### 三菱重工環境エンジニアリング株式会社[2]
- 1976年（昭和51年）2月 - 三菱重工の環境装置製品のアフターサービスおよび運転維持管理業務を専門に行う会社として、重工環境サービス株式会社を設立。
- 1987年（昭和62年）8月 - 三菱重工環境エンジニアリング株式会社に社名変更。
- 2007年（平成19年）4月 - 三菱重工から排ガス処理装置（電気集じん装置）の新設事業を移管される。
- 2009年（平成21年）10月 - 三菱重工の事業再編に伴い、大気汚染防止装置（除く石灰石膏法排煙脱硫装置）、水質汚濁防止装置、溶剤回収装置、太陽光発電システム等の事業を神菱ハイテックに分割・移管。

### 三菱重工地中建機株式会社
- 1991年（平成3年）3月 - 株式会社MHI地中建機エンジニアリングを設立。三菱重工から地中建機事業を分割吸収。
- 2007年（平成19年）4月 - 三菱重工地中建機株式会社に社名変更。

### 三菱重工メカトロシステムズ株式会社
- 2009年（平成21年）10月 - 神菱ハイテックが、神菱技術サービスエンジニアリング及び三菱重工地中建機を吸収合併し、三菱重工環境エンジニアリングの大気汚染防止装置（除く石灰石膏法排煙脱硫装置）・水質汚濁防止装置・溶剤回収装置・太陽光発電システム等の事業、西菱エンジニアリングの機械鉄構部門を吸収分割により承継し、三菱重工メカトロシステムズ株式会社に社名変更[3]。
- 2011年（平成23年）1月 - 重環都市装置サービスを吸収合併。
- 2014年（平成26年）4月 - 三菱重工パーキングを吸収合併、三菱重工鉄構エンジニアリング株式会社の鉄構装置事業部門を吸収分割により承継[4][5][6][7]。
- 2015年（平成27年）
  - 10月 - 三菱重工業から油圧・機械および加速器事業を継承。電気集じん装置および溶剤回収装置の事業を、三菱日立パワーシステムズ（現・三菱パワー）の完全子会社である三菱日立パワーシステムズ環境ソリューションに移管[8]。
  - 11月 - 三菱重工業からITS事業を承継。
- 2016年（平成28年）
  - 4月 - 水処理装置事業を三菱日立パワーシステムズ環境ソリューションに移管[9]
  - 10月 - 三菱重工食品包装機械を吸収合併[10]。シールド掘削機事業をJIMテクノロジーに分割し移管。
- 2017年（平成29年）
  - 1月 - 国内ETC車載器の製造・販売事業を古野電気に譲渡[11][12]。
  - 4月 - 三菱重工業からテストセル及びサイレンサ事業を継承。

### 三菱重工印刷紙工機械株式会社
- 2010年（平成22年）7月1日 - 三菱重工業紙・印刷機械事業部と三菱重工印刷紙工機械販売が統合し、三菱重工印刷紙工機械株式会社設立。
- 2014年（平成26年）1月1日 - 印刷機械事業のうち枚葉機部門について、リョービとの合弁企業であるリョービMHIグラフィックテクノロジーへ移管。当社は輪転機（新聞用輪転機、商業用輪転機）を中心とした印刷機械事業、段ボール原紙機を製造するコルゲータ、段ボールを成型・印刷する製函機等の紙工機械事業が中心となる。

なお、印刷機械に於いては、リョービMHIグラフィックテクノロジーに対する印刷機械フレーム及びシリンダなど高精度な中核部品の供給を引き続き行なっている。

### 三菱重工機械システム株式会社
- 2017年（平成29年）10月 - 三菱重工メカトロシステムズが、三菱重工印刷紙工機械を吸収合併し、三菱重工マシナリーテクノロジーのゴム・タイヤ機械事業及び三菱重工業の関連する製造・調達・品質保証機能を承継し、三菱重工機械システム株式会社に社名変更[13][14]。
- 2024年 (令和6年)  6月 - 新聞用輪転印刷機の生産から撤退を表明[15]。